# Frame Relay
Nätverksprotokollet Frame Relay är en synkron paketförmedlande förbindelseorienterad nätverkstjänst avsedd att ersätta X.25 och andra långsamma tekniker.
Frame Relay kallas också Virtual Leased Line. Tekniken utvecklades ursprungligen för att användas över ISDN, men används idag med en mängd fysiska medier. Protokollet specificerar beteende på det fysiska skiktet och datalänksskiktet i OSI-modellen.
Frame Relay började utvecklas på mitten av 1980-talet och 1991 bildades Frame Relay Forum (idag en del av IP/MPLS-forum), som har över 500 medlemmar (företag och institutioner).
Frame Relay beskrivs ofta som en enklare version av X.25, och saknar all funktionalitet på OSI-nivå 3 och 4, såsom flödeskontroll och återsändning av skadade data, som detta äldre protokoll har. Bättre fysisk media och kontroll via exempelvis TCP gör dessa funktioner onödiga. Tack vare detta har Frame Relay bättre prestanda och lägre kostnad än X.25.
Leverantörer implementerar vanligen Frame Relay för data och rösttrafik, som inkapsling för trafik mellan LAN och över WAN. Användare får en privat förbindelse (leased line) till en Frame Relay nod. Frame Relay nätverket sköter sedan överföringen via vägval som är dolda för användarna.
Frame Relay har sedan år 2006 börjat fasas ut till förmån för dedikerade TCP/IP system, som MPLS, VPN och bredbandsuppkopplingar.